# Cyclosa berlandi
Cyclosa berlandi är en spindelart som beskrevs av Levi 1999. Cyclosa berlandi ingår i släktet Cyclosa och familjen hjulspindlar. Inga underarter finns listade i Catalogue of Life.